# Peitav zsinagóga
A Peitav zsinagóga vagy Peitav shul (lettül: Peitavas ielas sinagoga; jiddisül: פאייטאוו שול) Rigában az egyetlen zsinagóga, amely túlélte a holokausztot és jelenleg is használatban van. Ez a lett zsidó közösség központja, amelyet a lett kormány nemzeti jelentőségű építészeti emlékként ismer el.
A zsinagóga 1903 és 1905 között épült. Wilhelm Neumann építész tervezte szecessziós stílusban. Amikor 1941-ben Riga zsinagógáit a nácik és lett kollaboránsaik felgyújtották, a Peitav zsinagóga volt az egyetlen, amelyik megmaradt, mivel az óvárosban, más épületek szomszédságában helyezkedett el. Ezt követően, a második világháború alatt a zsinagógát raktárként használták.
A szovjet uralom alatt a zsinagóga egyike volt azoknak, amelyek nyitva maradhattak a Szovjetunióban. A zsinagóga a lett függetlenség 1991-es kikiáltása után 1995-ben és 1998-ban bombatámadások következtében megrongálódott.
A zsinagóga részben az Európai Unió és a lett kormány által finanszírozott helyreállítása 2009-ben fejeződött be. Az avatási ünnepségen részt vett Valdis Zatlers lett elnök és Valdis Dombrovskis miniszterelnök, valamint Yuli-Yoel Edelstein izraeli diaszpóraügyi miniszter.

## Galéria

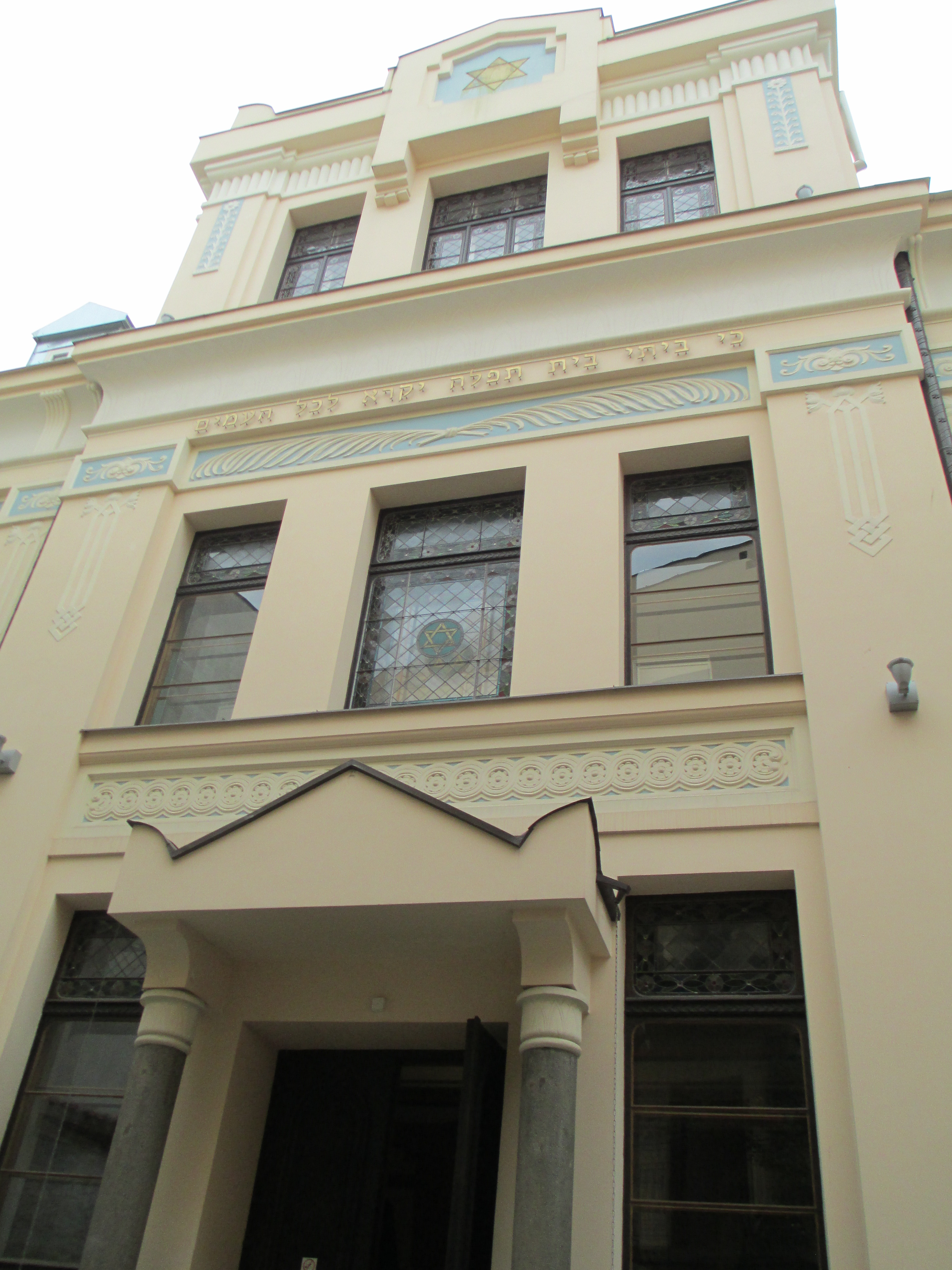
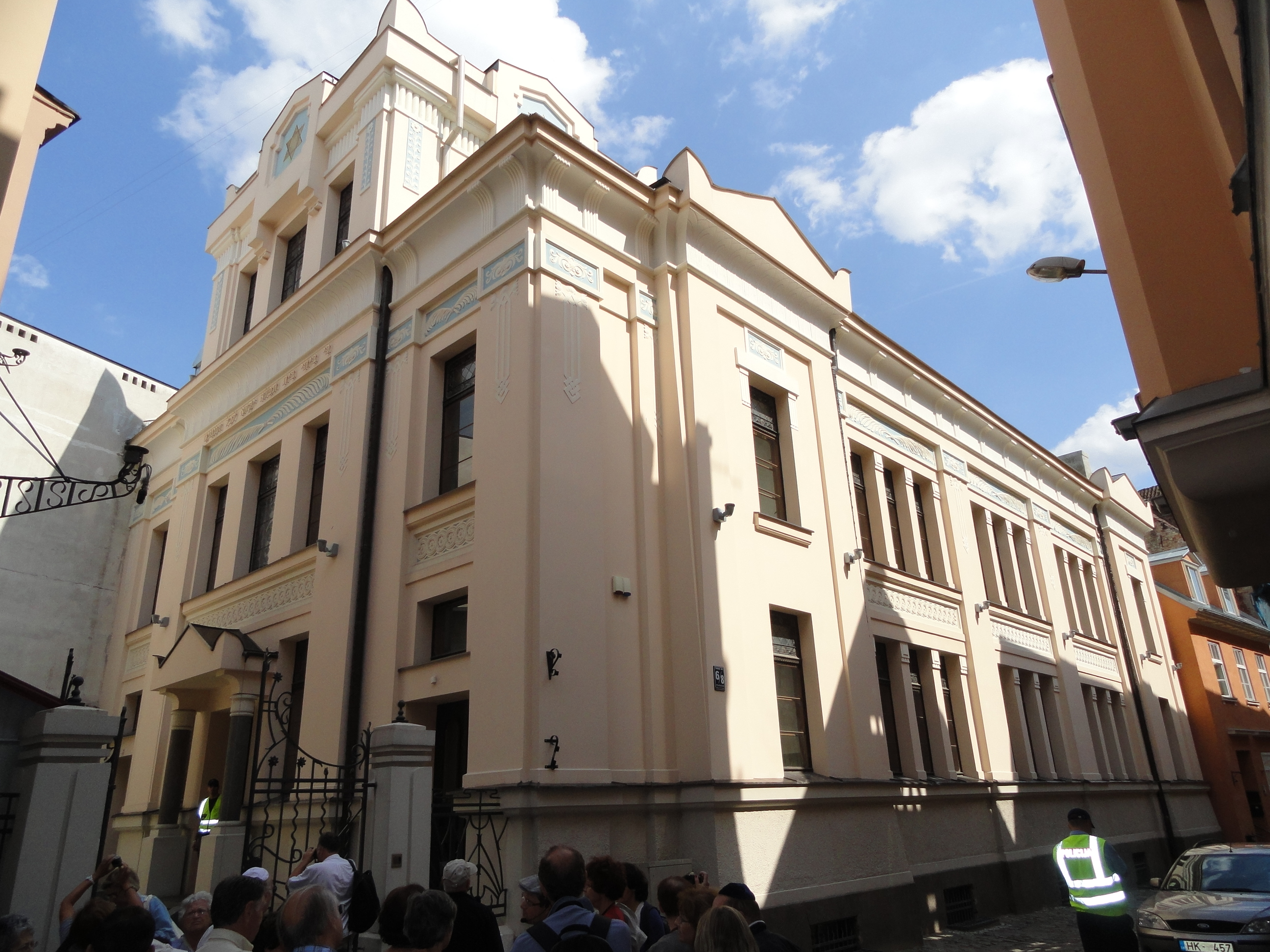
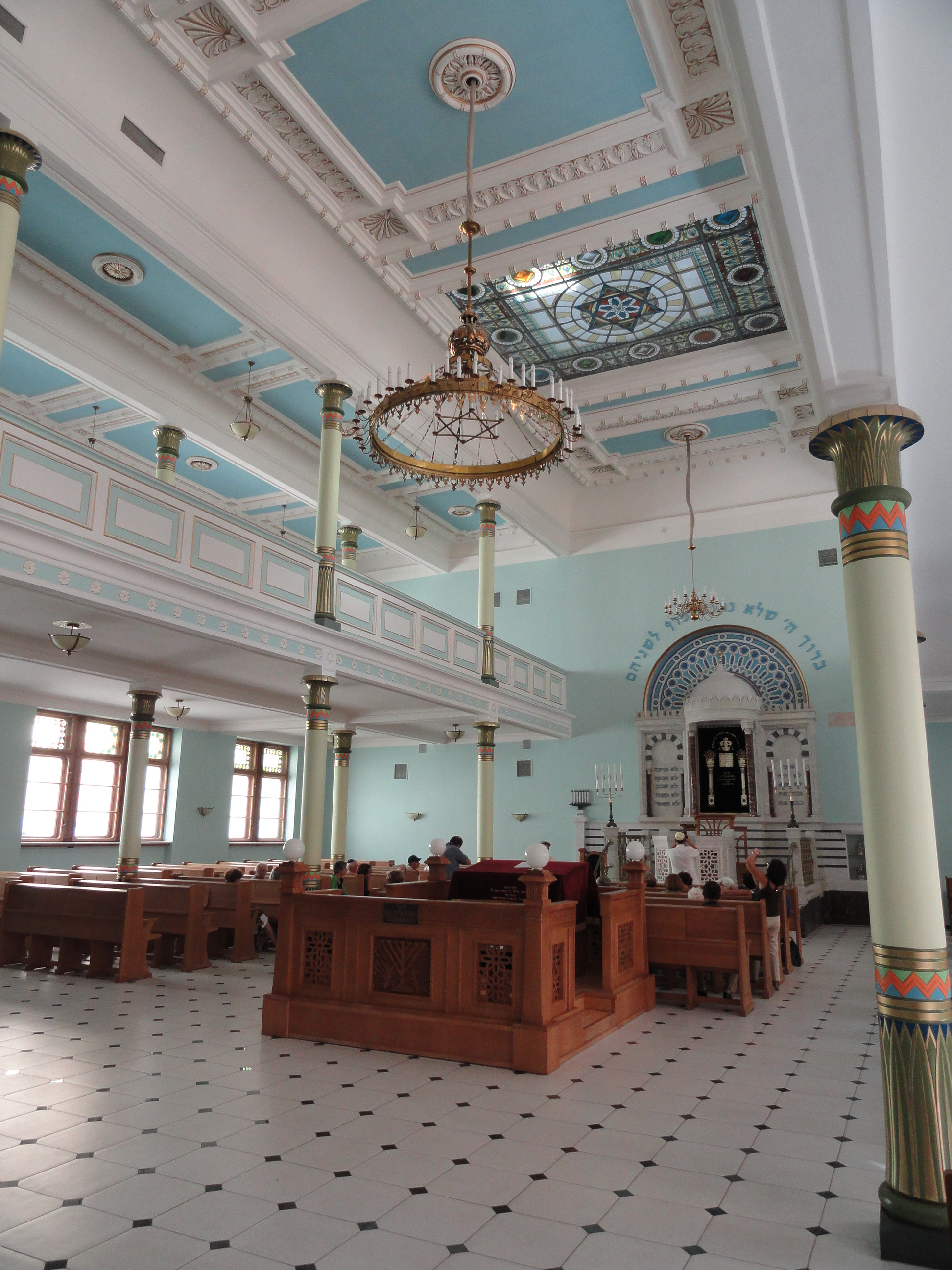
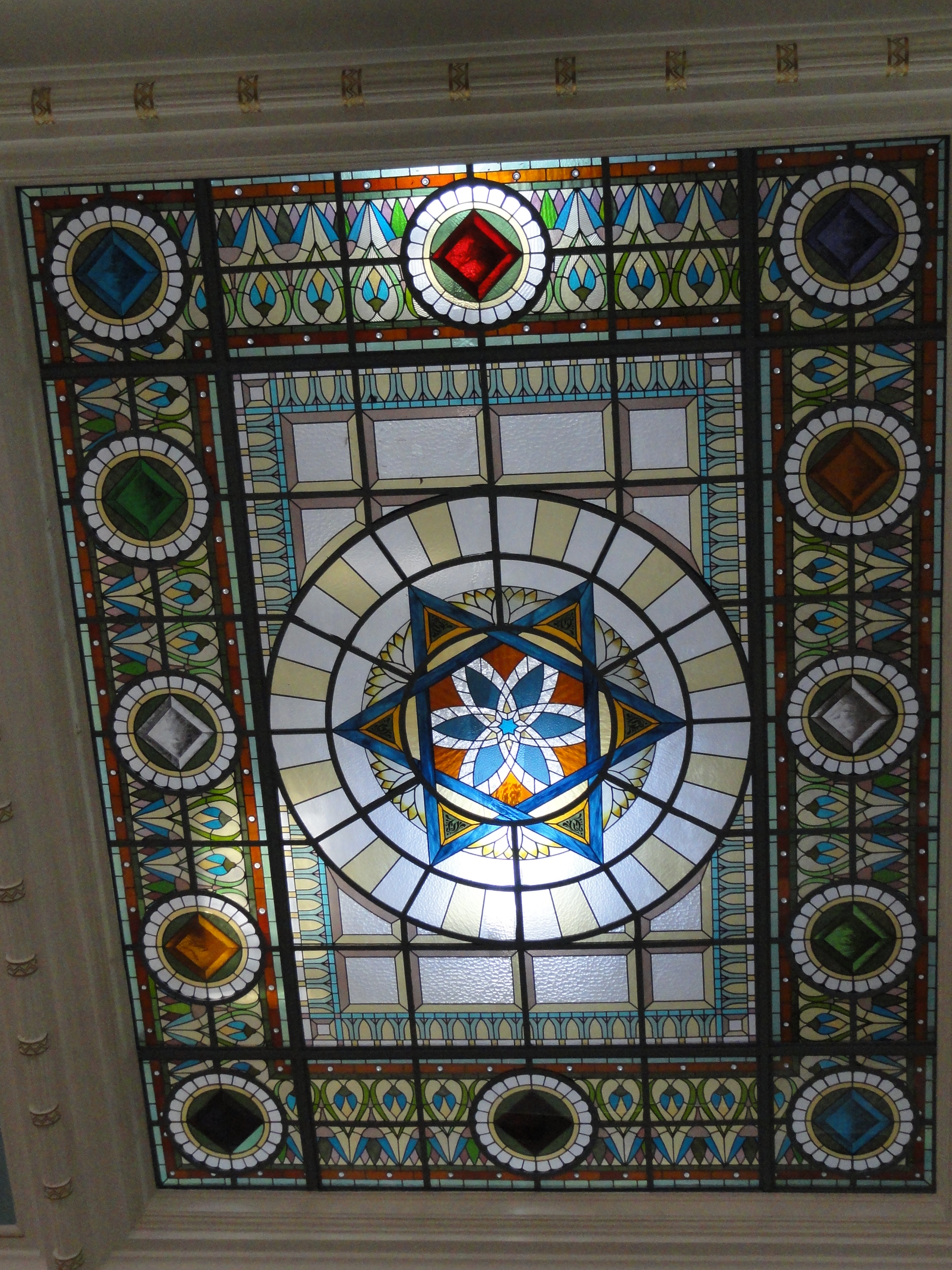

## Fordítás
- Ez a szócikk részben vagy egészben  a   Peitav Synagogue című angol Wikipédia-szócikk ezen változatának fordításán alapul.  Az eredeti cikk szerkesztőit annak laptörténete sorolja fel. Ez a jelzés csupán a megfogalmazás eredetét és a szerzői jogokat jelzi, nem szolgál a cikkben szereplő információk forrásmegjelöléseként.